# Lantic
Lantic is een gemeente in het Franse departement Côtes-d'Armor (regio Bretagne). De plaats maakt deel uit van het arrondissement Saint-Brieuc. Lantic telde op 1 januari 2022 1.799 inwoners.

## Geografie
De oppervlakte van Lantic bedroeg op 1 januari 2022 15,81 vierkante kilometer; de bevolkingsdichtheid was toen 113,8 inwoners per km².
De onderstaande kaart toont de ligging van Lantic met de belangrijkste infrastructuur en aangrenzende gemeenten.

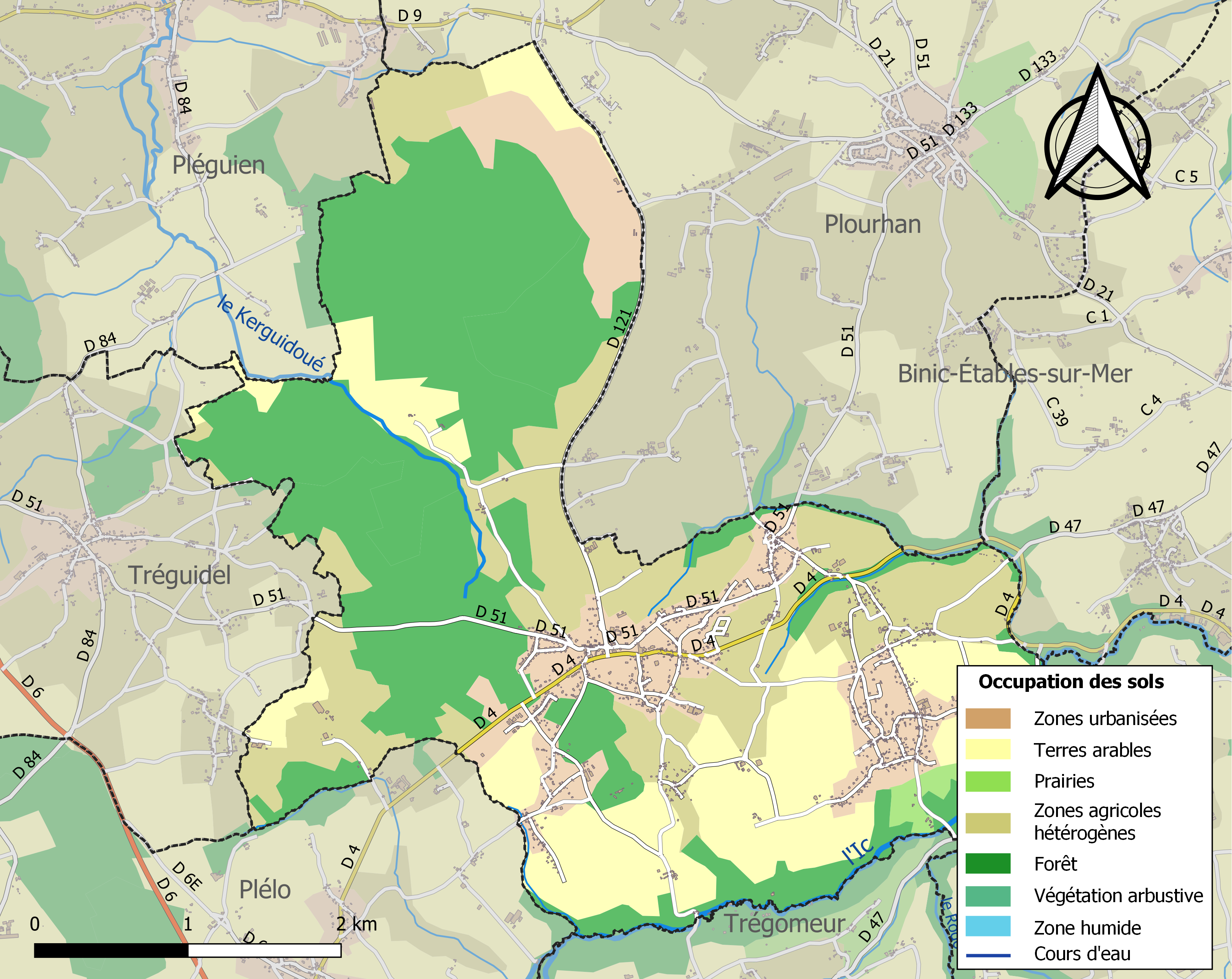

## Demografie
Onderstaande figuur toont het verloop van het inwonertal (bron: INSEE-tellingen).